# Hansjochem Autrum
Hansjochem Autrum (ur. 6 lutego 1907 w Bydgoszczy, zm. 23 sierpnia 2003 w Monachium) – niemiecki zoolog.
Doktorat i habilitacja uzyskał na na Uniwersytecie Berlińskim W 1948 zatrudniony na Uniwersytecie w Getyndze. Od 1952 był profesorem zoologii na Uniwersytecie w Würzburgu. W 1958 rozpoczął pracę na Uniwersytecie Ludwika i Maksymiliana w Monachium, gdzie kontynuował swoją karierę aż do przejścia na emeryturę. W 1977 odznaczony został Pour le Mérite za Naukę i Sztukę